# بات رامزي
بات رامزي (بالإنجليزية: Pat Ramsey)‏ هو سياسي بريطاني، ولد في 4 نوفمبر 1958 في ديري في أيرلندا الشمالية. حزبياً، نشط في الحزب الاشتراكي العمالي. في انتخابات الجمعية التشريعية لأيرلندا الشمالية، 2003 ‏، انتخب عضو الجمعية التشريعية الثانية لأيرلندا الشمالية عن دائرة فويل ‏ وقد انضم خلال فترته النيابية ‏ (26 نوفمبر 2003 – 30 يناير 2007) للكتلة البرلمانية الحزب الاشتراكي العمالي وفي انتخابات الجمعية التشريعية لأيرلندا الشمالية،  2007 ‏، انتخب عضو الجمعية التشريعية الثالثة لأيرلندا الشمالية عن دائرة فويل ‏ وقد انضم خلال فترته النيابية ‏ (9 مارس 2007 – 24 مارس 2011) للكتلة البرلمانية الحزب الاشتراكي العمالي وفي انتخابات الجمعية التشريعية لأيرلندا الشمالية، 2011 ‏، انتخب عضو الجمعية التشريعية الرابعة لأيرلندا الشمالية ‏ عن دائرة فويل ‏ وقد انضم خلال فترته النيابية ‏ (6 مايو 2011 – 31 ديسمبر 2015) للكتلة البرلمانية الحزب الاشتراكي العمالي.